# Життя на повторі
«Життя на повторі»(фр. Un homme pressé) — французька драмедія, поставлена Ерве Мімраном і випущена в листопаді 2018 року.

## У ролях
| Актор           | Роль          |
| --------------- | ------------- |
| Фабріс Лукіні   | Ален Ваплер   |
| Лейла Бехті     | Жанна         |
| Ребекка Мардер  | Юлія          |
| Ігор Готсман    | Вінсент       |
| Клеманс Массар  | Віолетт       |
| Ів Жак          | Ерік          |
| Міха Лекот      | Ігор          |
| Фредерік Тірмон | Аврора        |
| Евелін Діді     | Анні          |
| Фатіма Адум     | Насіма Дергум |

## Критика
На думку  сайту Culturebox, дует Бехті / Лукіні є основою успіху фільму: «Навколо цього ефективного дуету фільм нав'язує свій життєвий урок. Зіткнувшись з божевіллям світу, який мчить без реальної мети, готовий топтати всіх, хто виявляє ознаки слабкості, він ефективно діє на користь повернення смирення і необхідності приділяти близьким увагу, на яку вони заслуговують».
Журнал «Les Inrockuptibles» характеризує фільм як «демагогічна і нудна комедія» і «досконалий кінематографічний варіант макронівської риторики».
Оглядачі Masque et la Plume на France Inter повністю знищують фільм під час трансляції 22 листопада 2018 року. «Жалюгідний і посередній», за словами Софі Ейвон, яка висловлює жаль з приводу надмірного використання гри слів. «Фабріс Лукіні вбиває фільм», за словами П'єра Мурата, який критикує актора за те, що він «завжди перебірливий». Ксав'єр Легерпер навіть вважає, що фільм «написаний ногами». Водночас Жан-Марк Лалан сказав: «прикро за кар'єру Фабріса Лукіні».